# Tênis nos Jogos Pan-Americanos de 2015 - Duplas mistas
A competição das duplas mistas foi um dos eventos do tênis nos Jogos Pan-Americanos de 2015, em Toronto. Foi disputada no Centro Canadense de Tênis, em Toronto entre os dias 12 e 16 de julho. 

## Calendário
Horário local (UTC-4).
| Data        | Horário | Fase             |
| ----------- | ------- | ---------------- |
| 12 de julho | 16:00   | Oitavas de final |
| 13 de julho | 15:00   | Quartas de final |
| 14 de julho | 15:00   | Semifinal        |
| 16 de julho | 21:00   | Final            |

## Medalhistas
| Ouro   | ARG Guido Andreozzi e María Irigoyen     |
| Prata  | CAN Philip Bester e Gabriela Dabrowski   |
| Bronze | PAR Verónica Cepede Royg e Diego Galeano |

## Cabeças-de-chave
| 1. ARG Guido Andreozzi / ARG María Irigoyen (Campeões) 2. COL Mariana Duque Mariño / COL Eduardo Struvay (Semifinal) | CAN Philip Bester / CAN Gabriela Dabrowski (Final, medalha de prata) VEN Andrea Gámiz / VEN Luis David Martínez (Oitavas de final) |

## Chaveamento
| - Q = Qualifier - WC = Wild Card - LL = Lucky Loser | - Alt = Alternativo (alternate) - SE = Special Exempt - PR = Ranking protegido (protected ranking) | - w/o = Desistência (walkover) - r = Abandono (retired) - d = Desclassificação (default) |

### Finais
|  | Semifinal | Semifinal                                    | Semifinal                                | Semifinal | Semifinal |                                          |                                        | Final                                      | Final                                        | Final               | Final               | Final               |
|  |           |                                              |                                          |           |           |                                          |                                        |                                            |                                              |                     |                     |                     |
|  | 1         | ARG Guido Andreozzi ARG María Irigoyen       | 1                                        | 6         | [10]      |                                          |                                        |                                            |                                              |                     |                     |                     |
|  |           | PAR Verónica Cepede Royg PAR Diego Galeano   | 6                                        | 3         | [7]       |                                          |                                        |                                            |                                              |                     |                     |                     |
|  |           | PAR Verónica Cepede Royg PAR Diego Galeano   | 6                                        | 3         | [7]       | 1                                        | ARG Guido Andreozzi ARG María Irigoyen | 6                                          | 6                                            |                     |                     |                     |
|  |           |                                              |                                          |           |           | 1                                        | ARG Guido Andreozzi ARG María Irigoyen | 6                                          | 6                                            |                     |                     |                     |
|  |           | 3                                            | CAN Philip Bester CAN Gabriela Dabrowski | 3         | 0         |                                          |                                        |                                            |                                              |                     |                     |                     |
|  | 3         | 3                                            | CAN Philip Bester CAN Gabriela Dabrowski | 3         | 0         | CAN Philip Bester CAN Gabriela Dabrowski | 4                                      | 6                                          | [10]                                         |                     |                     |                     |
|  | 3         |                                              |                                          |           |           | CAN Philip Bester CAN Gabriela Dabrowski | 4                                      | 6                                          | [10]                                         |                     |                     |                     |
|  | 2         | COL Mariana Duque Mariño COL Eduardo Struvay | 6                                        | 0         | [3]       |                                          |                                        | Disputa pelo bronze                        | Disputa pelo bronze                          | Disputa pelo bronze | Disputa pelo bronze | Disputa pelo bronze |
|  |           |                                              |                                          |           |           |                                          |                                        | PAR Verónica Cepede Royg PAR Diego Galeano | 6                                            | 7                   |                     |                     |
|  |           |                                              |                                          |           |           |                                          |                                        | 2                                          | COL Mariana Duque Mariño COL Eduardo Struvay | 3                   | 5                   |                     |

### Chave superior
| Oitavas de final | Oitavas de final                   | Oitavas de final | Oitavas de final | Oitavas de final |  |  | Quartas de final | Quartas de final                   | Quartas de final | Quartas de final | Quartas de final |  |  | Semifinal | Semifinal                       | Semifinal | Semifinal | Semifinal |
|                  |                                    |                  |                  |                  |  |  |                  |                                    |                  |                  |                  |  |  |           |                                 |           |           |           |
|                  |                                    |                  |                  |                  |  |  |                  |                                    |                  |                  |                  |  |  |           |                                 |           |           |           |
|                  |                                    |                  |                  |                  |  |  | 1                | ARG G Andreozzi ARG M Irigoyen     | 6                | 6                |                  |  |  |           |                                 |           |           |           |
|                  | BOL MF Álvarez Terán BOL H Dellien | 4                | 6                | [11]             |  |  |                  | BOL MF Álvarez Terán BOL H Dellien | 0                | 4                |                  |  |  |           |                                 |           |           |           |
|                  | GUA C Díaz Figueroa GUA A Weedon   | 6                | 3                | [9]              |  |  |                  |                                    |                  |                  |                  |  |  | 1         | ARG G Andreozzi ARG M Irigoyen  | 1         | 6         | [10]      |
|                  | PAR V Cepede Royg PAR D Galeano    | 6                | 5                | [10]             |  |  |                  |                                    |                  |                  |                  |  |  |           | PAR V Cepede Royg PAR D Galeano | 6         | 3         | [7]       |
|                  | DOM R Cid DOM F Segarelli          | 4                | 7                | [5]              |  |  |                  | PAR V Cepede Royg PAR D Galeano    | 6                | 6                |                  |  |  |           |                                 |           |           |           |
|                  | USA G Austin USA S Vickery         | 6                | 6                |                  |  |  |                  | USA G Austin USA S Vickery         | 0                | 3                |                  |  |  |           |                                 |           |           |           |
| 4                | VEN A Gámiz VEN LD Martínez        | 4                | 3                |                  |  |  |                  |                                    |                  |                  |                  |  |  |           |                                 |           |           |           |

### Chave inferior
| Oitavas de final | Oitavas de final             | Oitavas de final | Oitavas de final | Oitavas de final |  |  | Quartas de final | Quartas de final                 | Quartas de final | Quartas de final | Quartas de final |  |  | Semifinal | Semifinal                        | Semifinal | Semifinal | Semifinal |
|                  |                              |                  |                  |                  |  |  |                  |                                  |                  |                  |                  |  |  |           |                                  |           |           |           |
|                  |                              |                  |                  |                  |  |  |                  |                                  |                  |                  |                  |  |  |           |                                  |           |           |           |
|                  |                              |                  |                  |                  |  |  | 3                | CAN P Bester CAN G Dabrowski     | 6                | 6                |                  |  |  |           |                                  |           |           |           |
|                  | ECU G Lapentti ECU C Römer   | 6                | 5                | [7]              |  |  |                  | CHI A Koch CHI H Podlipnik       | 2                | 2                |                  |  |  |           |                                  |           |           |           |
|                  | CHI A Koch CHI H Podlipnik   | 2                | 7                | [10]             |  |  |                  |                                  |                  |                  |                  |  |  | 3         | CAN P Bester CAN G Dabrowski     | 4         | 6         | [10]      |
|                  | MEX AS Sánchez MEX M Sánchez | 4                | 6                | [6]              |  |  |                  |                                  |                  |                  |                  |  |  | 2         | COL M Duque Mariño COL E Struvay | 6         | 0         | [3]       |
|                  | BRA J Menezes BRA G Cé       | 6                | 2                | [10]             |  |  |                  | BRA J Menezes BRA G Cé           | 2                | 2                |                  |  |  |           |                                  |           |           |           |
|                  |                              |                  |                  |                  |  |  | 2                | COL M Duque Mariño COL E Struvay | 6                | 6                |                  |  |  |           |                                  |           |           |           |
|                  |                              |                  |                  |                  |  |  |                  |                                  |                  |                  |                  |  |  |           |                                  |           |           |           |